# Rhegmoclema collini
Rhegmoclema collini är en tvåvingeart som beskrevs av Cook 1969. Rhegmoclema collini ingår i släktet Rhegmoclema och familjen dyngmyggor. Inga underarter finns listade i Catalogue of Life.